# Susanne Petry
Susanne Petry (n. 1973? Freising, Germania) este o dansatoare profesionistă, antrenoare de fitness, fost  fotomodel și aleasă Miss Europe (1990) Miss Intercontinental (1991). Ulterior a fost descalificată ca Miss Europe, fără ca organizatorii să de-a o explicație, pe locul întâi va ajunge Katerina Michalopoulou din Grecia.